# 13e étape du Tour d'Espagne 2021
Pour un article plus général, voir Tour d'Espagne 2021.
La 13e étape du Tour d'Espagne 2021 se déroule le vendredi 27 août 2021, entre Belmez et Villanueva de la Serena, sur une distance de 203,7 km.

## Déroulement de l'étape
Cette longue étape de plaine ne présente aucune difficulté notoire. Dès les premiers kilomètres, trois coureurs espagnols se dégagent du peloton. Il s'agit de Álvaro Cuadros (Caja Rural), Luis Angel Maté (Euskaltel–Euskadi) et Diego Rubio (Burgos-BH). L'avance du trio de tête ne dépasse pas les 3 minutes sur un peloton emmené par les équipes de sprinteurs. Les trois attaquants sont repris à 28 kilomètres de l"arrivée. Dans les trois derniers kilomètres, sous l'impulsion de l'équipe Deceuninck-Quick Step, le peloton s'étire de plus en plus et se scinde en plusieurs groupes. Fabio Jakobsen, le sprinteur de l'équipe Deceuninck-Quick Step étant victime d'un ennui mécanique, c'est son coéquipier français Florian Sénéchal qui est lancé et franchit la ligne d'arrivée en vainqueur avec une petite longueur d'avance sur l'Italien Matteo Trentin (UAE Team Emirates) pour remporter sa première étape sur un grand tour.

## Résultats

### Classement de l'étape
| \| Classement de l'étape \| Classement de l'étape \| Classement de l'étape \| Classement de l'étape \| Classement de l'étape \| \| Coureur \| Coureur \| Pays \| Équipe \| Temps \| \| --------------------- \| --------------------- \| --------------------- \| ---------------------- \| --------------------- \| \| 1er \| Florian Sénéchal \| France \| Deceuninck-Quick Step \| 4 h 58 min 23 s \| \| 2e \| Matteo Trentin \| Italie \| UAE Team Emirates \| + 0 s \| \| 3e \| Alberto Dainese \| Italie \| Team DSM \| + 2 s \| \| 4e \| Luka Mezgec \| Slovénie \| BikeExchange \| + 3 s \| \| 5e \| Stan Dewulf \| Belgique \| AG2R Citroën Team \| + 3 s \| \| 6e \| Piet Allegaert \| Belgique \| Cofidis \| + 3 s \| \| 7e \| Itamar Einhorn \| Israël \| Israel Start-Up Nation \| + 3 s \| \| 8e \| Antonio Jesús Soto \| Espagne \| Euskaltel-Euskadi \| + 3 s \| \| 9e \| Rui Oliveira \| Portugal \| UAE Team Emirates \| + 3 s \| \| 10e \| Egan Bernal \| Colombie \| Ineos Grenadiers \| + 6 s \| |                    |          |                        |                 |
| |                    |          |                        |                 |
| Source : ProCyclingStats |                    |          |                        |                 |
| Classement de l'étape |                    |          |                        |                 |
| Coureur | Coureur            | Pays     | Équipe                 | Temps           |
| 1er | Florian Sénéchal   | France   | Deceuninck-Quick Step  | 4 h 58 min 23 s |
| 2e | Matteo Trentin     | Italie   | UAE Team Emirates      | + 0 s           |
| 3e | Alberto Dainese    | Italie   | Team DSM               | + 2 s           |
| 4e | Luka Mezgec        | Slovénie | BikeExchange           | + 3 s           |
| 5e | Stan Dewulf        | Belgique | AG2R Citroën Team      | + 3 s           |
| 6e | Piet Allegaert     | Belgique | Cofidis                | + 3 s           |
| 7e | Itamar Einhorn     | Israël   | Israel Start-Up Nation | + 3 s           |
| 8e | Antonio Jesús Soto | Espagne  | Euskaltel-Euskadi      | + 3 s           |
| 9e | Rui Oliveira       | Portugal | UAE Team Emirates      | + 3 s           |
| 10e | Egan Bernal        | Colombie | Ineos Grenadiers       | + 6 s           |

## Classements à l'issue de l'étape

### Classement général
| \| Classement général \| Classement général \| Classement général \| Classement général \| Classement général \| \| Coureur \| Coureur \| Pays \| Équipe \| Temps \| \| ------------------ \| -------------------- \| ------------------ \| ---------------------------------- \| ------------------ \| \| 1er \| Odd Christian Eiking \| Norvège \| Intermarché-Wanty-Gobert Matériaux \| 50 h 31 min 52 s \| \| 2e \| Guillaume Martin \| France \| Cofidis \| + 58 s \| \| 3e \| Primož Roglič \| Slovénie \| Jumbo-Visma \| + 1 min 56 s \| \| 4e \| Enric Mas \| Espagne \| Movistar Team \| + 2 min 31 s \| \| 5e \| Miguel Ángel López \| Colombie \| Movistar Team \| + 3 min 28 s \| \| 6e \| Jack Haig \| Australie \| Bahrain Victorious \| + 3 min 55 s \| \| 7e \| Egan Bernal \| Colombie \| Ineos Grenadiers \| + 4 min 41 s \| \| 8e \| Adam Yates \| Royaume-Uni \| Ineos Grenadiers \| + 4 min 57 s \| \| 9e \| Sepp Kuss \| États-Unis \| Jumbo-Visma \| + 5 min 03 s \| \| 10e \| Felix Großschartner \| Autriche \| Bora-Hansgrohe \| + 5 min 38 s \| |                      |             |                                    |                  |
| |                      |             |                                    |                  |
| Source : ProCyclingStats |                      |             |                                    |                  |
| Classement général |                      |             |                                    |                  |
| Coureur | Coureur              | Pays        | Équipe                             | Temps            |
| 1er | Odd Christian Eiking | Norvège     | Intermarché-Wanty-Gobert Matériaux | 50 h 31 min 52 s |
| 2e | Guillaume Martin     | France      | Cofidis                            | + 58 s           |
| 3e | Primož Roglič        | Slovénie    | Jumbo-Visma                        | + 1 min 56 s     |
| 4e | Enric Mas            | Espagne     | Movistar Team                      | + 2 min 31 s     |
| 5e | Miguel Ángel López   | Colombie    | Movistar Team                      | + 3 min 28 s     |
| 6e | Jack Haig            | Australie   | Bahrain Victorious                 | + 3 min 55 s     |
| 7e | Egan Bernal          | Colombie    | Ineos Grenadiers                   | + 4 min 41 s     |
| 8e | Adam Yates           | Royaume-Uni | Ineos Grenadiers                   | + 4 min 57 s     |
| 9e | Sepp Kuss            | États-Unis  | Jumbo-Visma                        | + 5 min 03 s     |
| 10e | Felix Großschartner  | Autriche    | Bora-Hansgrohe                     | + 5 min 38 s     |

| Classement par points | Classement par points | Classement par points | Classement par points | Classement par points |
| Coureur               | Coureur               | Pays                  | Équipe                | Points                |
| --------------------- | --------------------- | --------------------- | --------------------- | --------------------- |
| 1er                   | Fabio Jakobsen        | Pays-Bas              | Deceuninck-Quick Step | 200 pts               |
| 2e                    | Magnus Cort Nielsen   | Danemark              | EF Education-Nippo    | 114 pts               |
| 3e                    | Primož Roglič         | Slovénie              | Jumbo-Visma           | 106 pts               |
| 4e                    | Matteo Trentin        | Italie                | UAE Team Emirates     | 103 pts               |
| 5e                    | Alberto Dainese       | Italie                | Team DSM              | 93 pts                |
| 6e                    | Michael Matthews      | Australie             | BikeExchange          | 92 pts                |
| 7e                    | Arnaud Démare         | France                | Groupama-FDJ          | 74 pts                |
| 8e                    | Enric Mas             | Espagne               | Movistar Team         | 69 pts                |
| 9e                    | Andrea Bagioli        | Italie                | Deceuninck-Quick Step | 69 pts                |
| 10e                   | Lilian Calmejane      | France                | AG2R Citroën Team     | 59 pts                |

| Classement par points | Classement par points | Classement par points | Classement par points | Classement par points |
| Coureur               | Coureur               | Pays                  | Équipe                | Points                |
| --------------------- | --------------------- | --------------------- | --------------------- | --------------------- |
| 1er                   | Fabio Jakobsen        | Pays-Bas              | Deceuninck-Quick Step | 200 pts               |
| 2e                    | Magnus Cort Nielsen   | Danemark              | EF Education-Nippo    | 114 pts               |
| 3e                    | Primož Roglič         | Slovénie              | Jumbo-Visma           | 106 pts               |
| 4e                    | Matteo Trentin        | Italie                | UAE Team Emirates     | 103 pts               |
| 5e                    | Alberto Dainese       | Italie                | Team DSM              | 93 pts                |
| 6e                    | Michael Matthews      | Australie             | BikeExchange          | 92 pts                |
| 7e                    | Arnaud Démare         | France                | Groupama-FDJ          | 74 pts                |
| 8e                    | Enric Mas             | Espagne               | Movistar Team         | 69 pts                |
| 9e                    | Andrea Bagioli        | Italie                | Deceuninck-Quick Step | 69 pts                |
| 10e                   | Lilian Calmejane      | France                | AG2R Citroën Team     | 59 pts                |

| Classement de la montagne | Classement de la montagne | Classement de la montagne | Classement de la montagne          | Classement de la montagne |
| Coureur                   | Coureur                   | Pays                      | Équipe                             | Points                    |
| ------------------------- | ------------------------- | ------------------------- | ---------------------------------- | ------------------------- |
| 1er                       | Damiano Caruso            | Italie                    | Bahrain Victorious                 | 31 pts                    |
| 2e                        | Romain Bardet             | France                    | Team DSM                           | 27 pts                    |
| 3e                        | Michael Storer            | Australie                 | Team DSM                           | 17 pts                    |
| 4e                        | Pavel Sivakov             | Russie                    | Ineos Grenadiers                   | 16 pts                    |
| 5e                        | Jack Haig                 | Australie                 | Bahrain Victorious                 | 15 pts                    |
| 6e                        | Primož Roglič             | Slovénie                  | Jumbo-Visma                        | 12 pts                    |
| 7e                        | Kenny Elissonde           | France                    | Trek-Segafredo                     | 11 pts                    |
| 8e                        | Rein Taaramäe             | Estonie                   | Intermarché-Wanty-Gobert Matériaux | 10 pts                    |
| 9e                        | Sepp Kuss                 | États-Unis                | Jumbo-Visma                        | 9 pts                     |
| 10e                       | Magnus Cort Nielsen       | Danemark                  | EF Education-Nippo                 | 8 pts                     |

| Classement de la montagne | Classement de la montagne | Classement de la montagne | Classement de la montagne          | Classement de la montagne |
| Coureur                   | Coureur                   | Pays                      | Équipe                             | Points                    |
| ------------------------- | ------------------------- | ------------------------- | ---------------------------------- | ------------------------- |
| 1er                       | Damiano Caruso            | Italie                    | Bahrain Victorious                 | 31 pts                    |
| 2e                        | Romain Bardet             | France                    | Team DSM                           | 27 pts                    |
| 3e                        | Michael Storer            | Australie                 | Team DSM                           | 17 pts                    |
| 4e                        | Pavel Sivakov             | Russie                    | Ineos Grenadiers                   | 16 pts                    |
| 5e                        | Jack Haig                 | Australie                 | Bahrain Victorious                 | 15 pts                    |
| 6e                        | Primož Roglič             | Slovénie                  | Jumbo-Visma                        | 12 pts                    |
| 7e                        | Kenny Elissonde           | France                    | Trek-Segafredo                     | 11 pts                    |
| 8e                        | Rein Taaramäe             | Estonie                   | Intermarché-Wanty-Gobert Matériaux | 10 pts                    |
| 9e                        | Sepp Kuss                 | États-Unis                | Jumbo-Visma                        | 9 pts                     |
| 10e                       | Magnus Cort Nielsen       | Danemark                  | EF Education-Nippo                 | 8 pts                     |

| Classement du meilleur jeune | Classement du meilleur jeune | Classement du meilleur jeune | Classement du meilleur jeune | Classement du meilleur jeune |
| Coureur                      | Coureur                      | Pays                         | Équipe                       | Temps                        |
| ---------------------------- | ---------------------------- | ---------------------------- | ---------------------------- | ---------------------------- |
| 1er                          | Egan Bernal                  | Colombie                     | Ineos Grenadiers             | 50 h 36 min 33 s             |
| 2e                           | Aleksandr Vlasov             | Russie                       | Astana-Premier Tech          | + 1 min 27 s                 |
| 3e                           | Gino Mäder                   | Suisse                       | Bahrain Victorious           | + 2 min 13 s                 |
| 4e                           | Juan Pedro López             | Espagne                      | Trek-Segafredo               | + 5 min 22 s                 |
| 5e                           | Rémy Rochas                  | France                       | Cofidis                      | + 17 min 17 s                |
| 6e                           | Steff Cras                   | Belgique                     | Lotto-Soudal                 | + 32 min 57 s                |
| 7e                           | Clément Champoussin          | France                       | AG2R Citroën Team            | + 40 min 58 s                |
| 8e                           | Jefferson Cepeda             | Équateur                     | Caja Rural-Seguros RGA       | + 43 min 41 s                |
| 9e                           | Gotzon Martín                | Espagne                      | Euskaltel-Euskadi            | + 55 min 40 s                |
| 10e                          | Michael Storer               | Australie                    | Team DSM                     | + 55 min 42 s                |

| Classement du meilleur jeune | Classement du meilleur jeune | Classement du meilleur jeune | Classement du meilleur jeune | Classement du meilleur jeune |
| Coureur                      | Coureur                      | Pays                         | Équipe                       | Temps                        |
| ---------------------------- | ---------------------------- | ---------------------------- | ---------------------------- | ---------------------------- |
| 1er                          | Egan Bernal                  | Colombie                     | Ineos Grenadiers             | 50 h 36 min 33 s             |
| 2e                           | Aleksandr Vlasov             | Russie                       | Astana-Premier Tech          | + 1 min 27 s                 |
| 3e                           | Gino Mäder                   | Suisse                       | Bahrain Victorious           | + 2 min 13 s                 |
| 4e                           | Juan Pedro López             | Espagne                      | Trek-Segafredo               | + 5 min 22 s                 |
| 5e                           | Rémy Rochas                  | France                       | Cofidis                      | + 17 min 17 s                |
| 6e                           | Steff Cras                   | Belgique                     | Lotto-Soudal                 | + 32 min 57 s                |
| 7e                           | Clément Champoussin          | France                       | AG2R Citroën Team            | + 40 min 58 s                |
| 8e                           | Jefferson Cepeda             | Équateur                     | Caja Rural-Seguros RGA       | + 43 min 41 s                |
| 9e                           | Gotzon Martín                | Espagne                      | Euskaltel-Euskadi            | + 55 min 40 s                |
| 10e                          | Michael Storer               | Australie                    | Team DSM                     | + 55 min 42 s                |

| Classement par équipes | Classement par équipes             | Classement par équipes | Classement par équipes |
| Équipe                 | Équipe                             | Pays                   | Temps                  |
| ---------------------- | ---------------------------------- | ---------------------- | ---------------------- |
| 1re                    | Ineos Grenadiers                   | Royaume-Uni            | 151 h 44 min 11 s      |
| 2e                     | UAE Team Emirates                  | Émirats arabes unis    | + 1 min 54 s           |
| 3e                     | Movistar Team                      | Espagne                | + 4 min 17 s           |
| 4e                     | Bahrain Victorious                 | Bahreïn                | + 5 min 47 s           |
| 5e                     | Jumbo-Visma                        | Pays-Bas               | + 9 min 42 s           |
| 6e                     | Trek-Segafredo                     | États-Unis             | + 21 min 06 s          |
| 7e                     | Intermarché-Wanty-Gobert Matériaux | Belgique               | + 30 min 44 s          |
| 8e                     | Astana-Premier Tech                | Kazakhstan             | + 36 min 10 s          |
| 9e                     | AG2R Citroën Team                  | France                 | + 55 min 57 s          |
| 10e                    | Cofidis                            | France                 | + 57 min 18 s          |

| Classement par équipes | Classement par équipes             | Classement par équipes | Classement par équipes |
| Équipe                 | Équipe                             | Pays                   | Temps                  |
| ---------------------- | ---------------------------------- | ---------------------- | ---------------------- |
| 1re                    | Ineos Grenadiers                   | Royaume-Uni            | 151 h 44 min 11 s      |
| 2e                     | UAE Team Emirates                  | Émirats arabes unis    | + 1 min 54 s           |
| 3e                     | Movistar Team                      | Espagne                | + 4 min 17 s           |
| 4e                     | Bahrain Victorious                 | Bahreïn                | + 5 min 47 s           |
| 5e                     | Jumbo-Visma                        | Pays-Bas               | + 9 min 42 s           |
| 6e                     | Trek-Segafredo                     | États-Unis             | + 21 min 06 s          |
| 7e                     | Intermarché-Wanty-Gobert Matériaux | Belgique               | + 30 min 44 s          |
| 8e                     | Astana-Premier Tech                | Kazakhstan             | + 36 min 10 s          |
| 9e                     | AG2R Citroën Team                  | France                 | + 55 min 57 s          |
| 10e                    | Cofidis                            | France                 | + 57 min 18 s          |

## Abandons
- Omar Fraile (Astana-Premier Tech) : non-partant
- Maximilian Schachmann (Bora-Hansgrohe) : non-partant